# 레이철 세르마니
레이철 세르마니(Rachel Sermanni, 1991년 11월 7일 ~ )는 스코틀랜드의 싱어송라이터이다.